# Antonia de Luxembourg
 (février 2019).
Si vous disposez d'ouvrages ou d'articles de référence ou si vous connaissez des sites web de qualité traitant du thème abordé ici, merci de compléter l'article en donnant les références utiles à sa vérifiabilité et en les liant à la section « Notes et références ».
Titre
Épouse du prétendant au trône de Bavière
7 avril 1921 – 31 juillet 1954
(33 ans, 3 mois et 24 jours)
Antoinette Roberte Sophie Wilhemine de Nassau-Weilburg, princesse de Luxembourg puis princesse royale de Bavière (Kronprinzessin von Bayern), est née le 7 octobre 1899 au château de Hohenburg près Lenggries (Bavière) et morte le 31 juillet 1954 à Lenzerheide en Suisse.
Quatrième des six filles du grand-duc Guillaume IV de Luxembourg et de Marie-Anne de Bragance, elle est surnommée « Toni » par sa famille.

## D'une guerre à l'autre
À sa naissance, c'est son grand-père le grand-duc Adolphe de Nassau qui occupe le trône grand-ducal depuis 1890. Le grand-duc a deux enfants survivants : son fils qui lui succédera et une fille, Hilda de Nassau, qui sera grande-duchesse de Bade à la suite de son mariage. Il meurt en 1905 et son fils, le père de la princesse Antonia, accède au trône sous le nom de Guillaume IV.
N'ayant que des filles, le grand-duc Guillaume IV fait modifier en 1907 les lois successorales afin de permettre aux femmes de régner sur le grand-duché.
Malade depuis 1908, le souverain luxembourgeois avait remis la régence de ses États à son épouse, la grande-duchesse Marie-Anne. Il meurt en 1912 et la sœur aînée d'Antonia, Marie-Adélaïde, âgée de 18 ans, monte sur le trône du grand-duché.
En 1914 éclate la Grande Guerre. Les troupes allemandes violent la neutralité du grand-duché et occupent le pays. La grande-duchesse Marie-Adélaïde ne peut que se soumettre à la loi du plus fort, dont les représentants sont en même temps ses parents. Ainsi reçoit-elle à sa table des officiers des forces occupantes tel le prince royal Rupprecht de Bavière, dont les troupes opèrent dans la Lorraine voisine et qui s'est distingué par ses compétences de chef de guerre.
Le prince est veuf et songe à se remarier. La princesse Antonia ne dédaigne pas ce soupirant de trente ans son aîné, et les fiançailles sont annoncées.
De même, sa sœur Charlotte se fiance au prince Félix de Bourbon-Parme, frère de l'impératrice d'Autriche Zita.
La défaite et la chute des empires centraux permettent à la rancœur de s'exprimer pleinement. La dynastie est accusée de germanophilie, ce qui rend la jeune grande-duchesse et la monarchie relativement impopulaires. La grande-duchesse Marie-Adélaïde doit abdiquer dès janvier 1919 (elle se retire d'abord au carmel en Italie, puis dans un couvent moins rigoureux avant de renoncer à la vie religieuse pour des raisons de santé ; elle meurt prématurément à Hohenburg en Bavière), tandis que la princesse Charlotte monte sur le trône. Confirmée à une écrasante majorité (~80 %) lors d'un référendum en septembre 1919, elle parvient par la suite à restaurer la popularité de la famille grand-ducale. 
Nonobstant la pression des parlementaires et de la France, les deux princesses Charlotte et Antonia refusent cependant de briser leur engagement, et Charlotte épouse peu après son fiancé. Antonia attend sa majorité pour épouser l'homme que son cœur avait élu.

## Un exil fécond

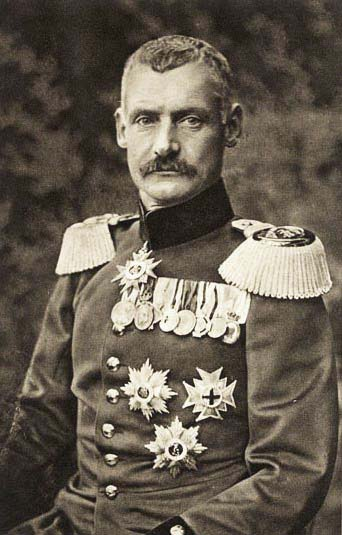
Le prince royal de Bavière.

En 1921, Antonia épouse donc le prétendant au trône de Bavière Rupprecht de Bavière, de la Maison de Wittelsbach, fils aîné de Louis III de Bavière, dernier roi de Bavière, veuf de Marie Gabrielle en Bavière (1878-1912) dont il avait eu quatre enfants dont seul survivait Albert de Bavière, né en 1905.
De cette union naissent :
- Heinrich de Bavière (1922-1958). En 1951, il épouse Anne de Lustrac (1927-1999) ;
- Irmingard de Bavière (1923-2010). En 1950, elle épouse Louis de Bavière ;
- Editha de Bavière (1924-2013). En 1946, elle épouse Tito Brunetti (1912-1954) ; veuve, elle épouse en 1959 Gustave Schimert (1910-1990) ;
- Hilda de Bavière (1926-2002). En 1949, elle épouse Jean Lockett (1912-1987) ;
- Gabriele de Bavière (1927-2019). Elle épouse en 1953 le prince Charles de Croÿ (1914-2011) ;
- Sophie de Bavière (1935). Elle épouse, le 20 janvier 1955 à Berchtesgaden (Bavière), Jean-Engelbert (né le 14 juillet 1921 La Haye - décédé à Lausanne le 15 août 2011), 12e duc d'Arenberg, 18e duc d'Aarschot, 7e duc de Meppen et 7e prince de Recklinghausen.

## Tragique Guerre mondiale

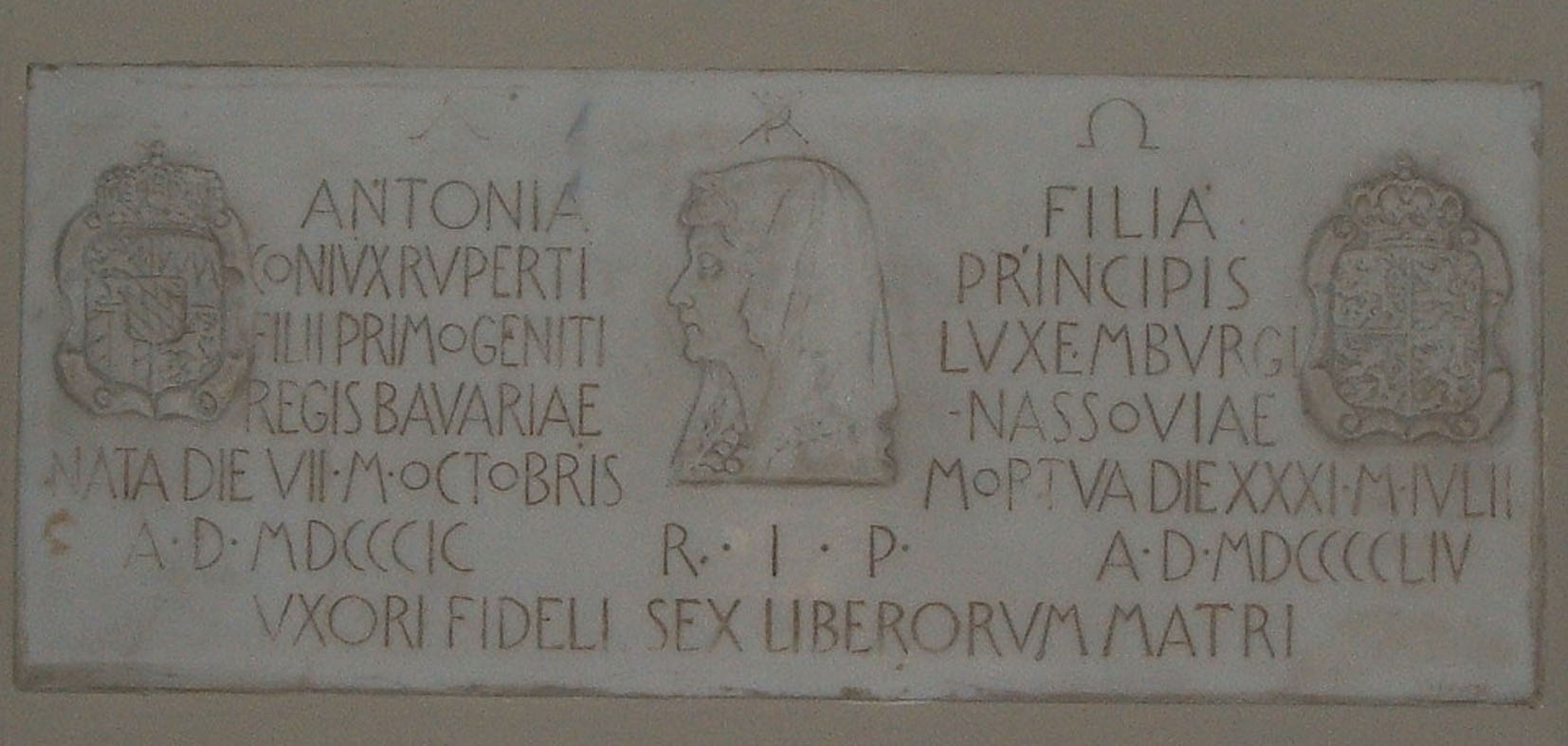
Épitaphe à l'église de Santa Maria in Domnica.

Lors de la Seconde Guerre mondiale, princesse allemande issue de maisons souveraines opposées voire résistantes au nazisme — la princesse royale avait été condamnée à l'exil en 1939 et sa sœur Charlotte de Luxembourg, exilée à Londres après l'invasion de son pays par les armées nazies, soutenait activement la résistance de ses sujets.  
La princesse royale de Bavière est arrêtée avec le fils aîné de son mari. Elle est déportée au camp de concentration de Dachau, puis de Flossenbürg, où elle subit de mauvais traitements, voire des tortures. 
Libérée avec les autres prisonnières par les armées alliées en 1945, elle ne se remit jamais des sévices subis. Elle meurt prématurément des conséquences des traitements subis à l'âge de 54 ans.